# 肥乡站
肥乡站，位于中华人民共和国河北省邯郸市肥乡区肥乡镇，是邯济铁路上的火车站，建于1961年，2014年12月10日邯济铁路恢复客运业务，但本站仍未开通客运。现由北京铁路局管辖。

## 車站周邊
- 肥乡区交通运输局
- 肥乡第一中学
- 广安公园
- 肥乡区粮食局
- 肥乡区第三中学
- 肥乡区民政局
- 肥乡区人力资源和社会保障局
- 肥乡区财政局
- 肥乡区住房和城乡建设局
- 肥乡区人民政府
- 肥乡区长城职业技术学校
- 中国农业银行肥乡支行
- 彦霖酒店瑞安路店

## 歷史
- 建于1961年。

## 外部連結
- 中国铁路客户服务中心 （页面存档备份，存于）